# Rödtofsad dvärgspett
Rödtofsad dvärgspett (Hemicircus concretus) är en fågel i familjen hackspettar inom ordningen hackspettartade fåglar.

## Utseende och läte
Rödtofsad dvärgspett är en liten och kompakt hackspett med en oproportionerligt stor huvudtofs och svartvit fjällning på ryggen. Hanen har lysande röd framsida på huvudtofsen, vilket honan saknar. Bland lätena hörs ljusa gnisslingar, fallande "peer" och skallrande ljud.

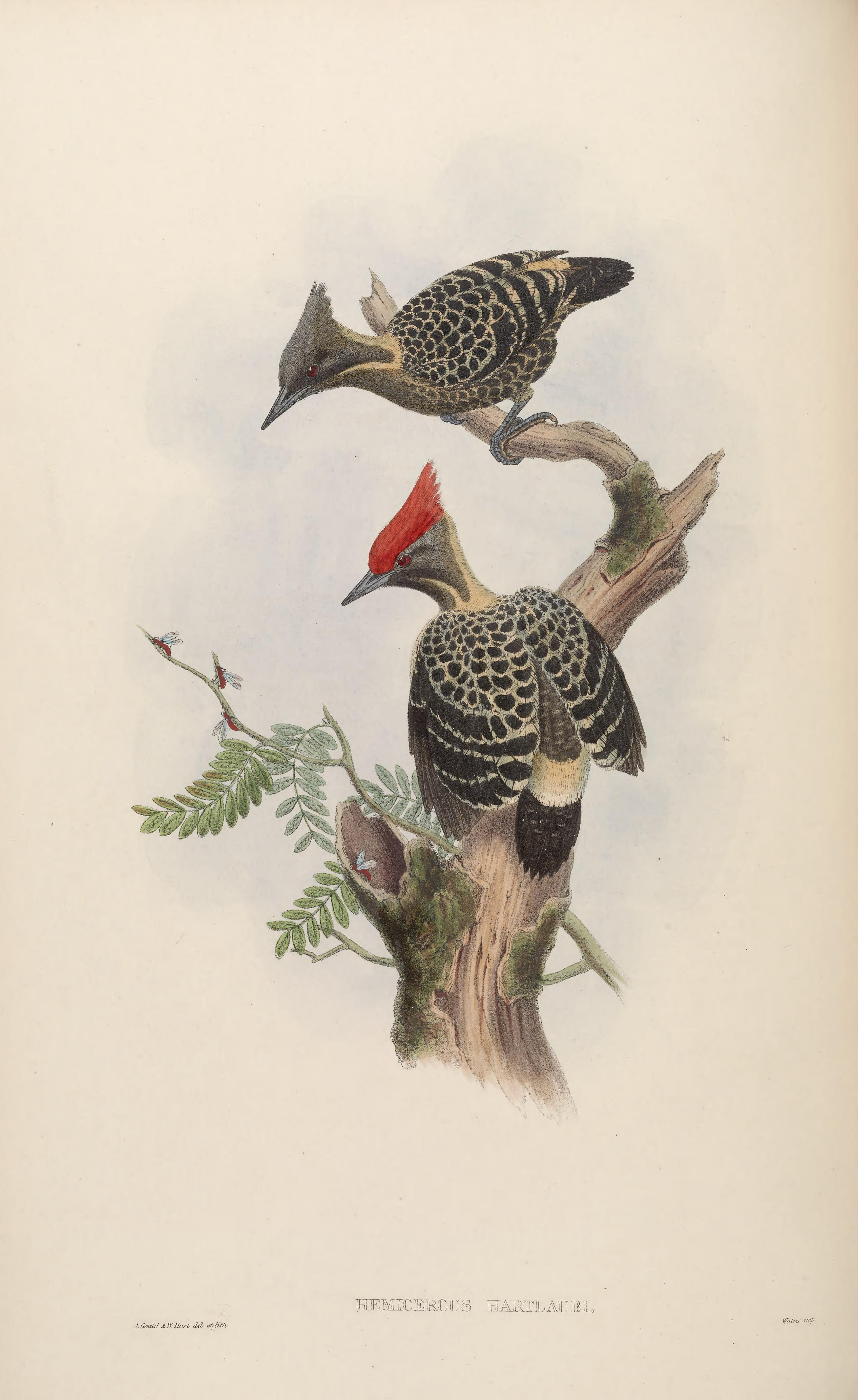

## Utbredning och systematik
Rödtofsad dvärgspett förekommer i Sydostasien. Den delas in i två underarter med följande utbredning:
- Hemicircus concretus sordidus – förekommer i södra Myanmar, Thailand, Sumatra, Borneo och näraliggande öar
- Hemicircus concretus concretus – förekommer i  västra och centrala Java

Birdlife International och internationella naturvårdsunionen Internationella naturvårdsunionen urskiljer underarten sordidus som egen art, Hemicircus sordidus.

## Levnadssätt
Rödtofsad dvärgspett hittas i skogar i lågland och lägre bergstrakter. Den är en vig och aktiv fågel som ofta ses uppe i trädtaket eller på exponerade smågrenar. Fågeln kryper utmed stammar, ibland med huvudet nedåt som en nötväcka.

## Status
IUCN bedömer hotstatus för underarterna (eller arterna) var för sig, båda som livskraftiga.>